# 探测器2号
探测器2号(Zond 2)是前苏联的一艘太空探测器，为探测器系列飞船之一，也是第六艘尝试飞越火星的苏联航天器 (查看火星探索)。1964年11月30日13时12分，该探测器搭乘闪电8K78型运载火箭，从苏联哈萨克斯坦拜科努尔航天发射场发射升空。
该航天器原计划作火星探测，但在抵达前与地球失去联系。

## 历史
探测器2号上搭载了一架与后来探测器3号用于拍摄月球的同型号电视摄像机，就如火星1号上安装过一台寻找火星上甲烷迹象的红外光谱仪一样，该探测器的摄相系统也包含有两台紫外线光谱仪。 
探测器2号还携带了6台用作姿态控制的“脉冲等离子体推进器”(PPTs)，这是第一次在航天器上使用，共进行了70分钟的测试。
探测器2号是一艘“火星3MV-4A”型飞船，于1964年11月30日发射升空。在1965年5月初的一次机动过程中，与地球通信中断。由于飞船失去了一块太阳能电池板，其运行功率下降了一半。1965年8月6日，该飞船以5.62公里/秒的速度，从距离火星1500公里处飞过

## 探测设备[4]
1. 粒子探测器
2. 带电粒子检测仪
3. 磁强计
4. 压电侦检器
5. 射电望远镜
6. 宇宙射线检测设备
7. 紫外线及太阳光X线辐射检测设备
8. 成像设备

## 另请参阅
- 火星探测任务列表